# Reprezentacja Ugandy w piłce nożnej mężczyzn
Reprezentacja Ugandy w piłce nożnej (ang. Uganda national football team, suahili Timu ya kitaifa ya mpira wa miguu ya Uganda) – zespół piłkarski reprezentujący Ugandę w meczach i międzynarodowych imprezach sportowych, powoływany przez selekcjonera, w którym mogą występować wyłącznie zawodnicy posiadający obywatelstwo ugandyjskie. Reprezentacja nazywana jest The Cranes (Żurawiami) i jest kontrolowana przez Federację Związku Piłkarskiego Ugandy (Federation of Uganda Football Associations). Federacja została założona w 1924, od 1959 jest członkiem FIFA i CAF. Drużyna nigdy nie awansowała do finałów mistrzostw świata. Sześciokrotnie uczestniczyła w Pucharze Narodów Afryki, największym osiągnięciem drużyny jest zdobycie drugiego miejsca w tej imprezie w 1978.

## Udział wMistrzostwach Świata
- 1930 – 1962 – Nie brała udziału (była brytyjskim protektoratem)
- 1966 – 1974 – Nie brała udziału
- 1978 – Nie zakwalifikowała się
- 1982 – Wycofała się z eliminacji
- 1986 – 1990 – Nie zakwalifikowała się
- 1994 – Wycofała się z eliminacji
- 1998 – 2022 – Nie zakwalifikowała się

## Udział wPucharze Narodów Afryki
- 1957–1959 – Nie brała udziału (była brytyjskim protektoratem)
- 1962 – IV miejsce
- 1963 – Wycofała się z eliminacji
- 1965 – Nie zakwalifikowała się
- 1968 – Faza grupowa
- 1970–1972 – Nie zakwalifikowała się
- 1974 – Faza grupowa
- 1976 – Faza grupowa
- 1978 – II miejsce
- 1980–1982 – Wycofała się z eliminacji
- 1984–1988 – Nie zakwalifikowała się
- 1990 – Wycofała się z eliminacji
- 1992–2015 – Nie zakwalifikowała się
- 2017 – Faza grupowa
- 2019 – 1/8 finału
- 2021 – 2023 – Nie zakwalifikowała się

## Trenerzy reprezentacji Ugandy
- 1965–66:  Alan Rogers
- 1967–68:  Robert Kiberu
- 1968–72:  Burkhard Pape
- 1973–74:  David Otti
- 1974–75:  Otto Westerhoff
- 1976–81:  Peter Okee
- 1982:  Bidandi Ssali
- 1983:  Peter Okee
- 1984–85:  George Mukasa
- 1986–88:  Barnabas Mwesiga
- 1988–89:  Robert Kiberu
- 1989–95:  Polly Ouma
- 1995–96:  Timothy Ayeiko
- 1996–99:  Asumani Lubowa
- 1999:  Paul Hasule
- 1999–01:  Harrison Okagbue
- 2001–03:  Paul Hasule
- 2003:  Pedro Pasculli
- 2003–04:  Leo Adraa
- 2004:  Mike Mutebi
- 2004–06:  Muhammad Abbas
- 2006–08:  Csaba László
- 2008–13:  Bobby Williamson
- 2013–17:  Milutin Sredojević
- 2017:  Moses Basena i  Fred Kajoba
- 2017–19:  Sébastien Desabre
- 2019:  Abdallah Mubiru
- 2019–21:  Johnny McKinstry
- 2021–23:  Milutin Sredojević[1]